# Alfons Sampsted
Alfons Sampsted, född 6 april 1998, är en isländsk fotbollsspelare som spelar för FC Twente.

## Karriär
Inför säsongen 2015 flyttades Sampsted upp i Breiðabliks A-lag. Under hösten 2015 lånades han ut till Þór Akureyri. Säsongen 2016 spelade Sampsted 17 ligamatcher för Breiðablik i Úrvalsdeild.
I januari 2017 värvades Sampsted av IFK Norrköping, där han skrev på ett fyraårskontrakt. Under hösten 2017 lånades Sampsted ut till IF Sylvia. Den 1 augusti 2018 lånades han ut till Landskrona BoIS.
Inför säsongen 2019 lånades Sampsted återigen ut till IF Sylvia. Den 30 juli 2019 lånades han ut till Breiðablik.
I februari 2020 värvades Sampsted av norska Bodø/Glimt, där han skrev på ett treårskontrakt.

## Meriter
Bodø/Glimt
- Eliteserien: 2020, 2021